# Cementiri de Ripoll
El Cementiri de Ripoll és un monument protegit com a bé cultural d'interès local del municipi de Ripoll (Ripollès).

## Descripció
El cementiri de Ripoll, projectat per l'arquitecte Antoni Coll Fort el 1903, representa el final de la tradició medieval que fins aleshores havia inscrit el camp mortuori dins del teixit urbà, constituint en certa manera la continuïtat en l'espai reservat las vius. En aquest moment en què el cementiri passa a dependre de l'autoritat municipal es trasllada a l'exterior de la població. La necròpolis de Ripoll es forma de dos paral·lelograms adossats, en els que la parcel·lació destinada als nínxols queda en segon terme adossada als límits de la ciutat mortuòria i prenen major importància les illes que flanquegen l'eix principal que condueix de l'entrada a la capella situada a l'exterior oposat en les que se situaran els monuments funeraris que emfatitzaran el caràcter monumentalista. La influència modernista i neoclàssica en la composició dels elements principals de l'entrada i modernista al disseny de la façana d'intersecció dels dos paral·lelograms és el llenguatge utilitzat per ornamentar el que constitueix una mena de rèplica de la ciutat ideal.